# Trnovac (Velika)
Trnovac is een plaats in de gemeente Velika in de Kroatische provincie Požega-Slavonië. De plaats telt 377 inwoners (2001).